# 铁西路街道
铁西路街道，是中华人民共和国河南省安陽市殷都区下辖的一个乡镇级行政单位。

## 行政区划
铁西路街道下辖以下地区：
平安社区、星海社区、仁和社区、世纪名城社区、平原社区、同乐社区、新兴社区、文源社区、商城社区和任家庄村。